# The Rockafeller Skank
Singles de Fatboy Slim
Everybody Loves a Carnival
(1997) Gangster Trippin
(1998)
The Rockafeller Skank est une chanson de Fatboy Slim, issu de l'album You've Come a Long Way, Baby (1998).
Elle a été reprise dans le jeu vidéo FIFA 99.
La chanson contient 4 samples :
1. Sliced Tomatoes par Just Brothers
2. Vinyl Dogs Vibe par Vinyl Dogs et le rappeur Lord Finesse
3. Le thème de L'Aguicheuse (Beat Girl en version anglaise) orchestré par John Barry
4. Soup par le groupe de reggae JJ All Stars

The Rockafeller Skank est incluse dans la sélection des 660 « chansons qui ont façonné le rock 'n' roll » du Rock and Roll Hall of Fame.